# Johanna Benson
Pour les articles homonymes, voir Benson.
Johanna Benson (née le 17 février 1990) est une athlète paralympique namibienne.
En s'imposant lors de la course du 200 mètres femmes dans la catégorie T37 (en) aux Jeux paralympiques d'été de 2012 à Londres, elle a remporté la première médaille d'or paralympique de l'histoire de la Namibie.

## Biographie

### Jeunesse
Johanna Benson est née à Walvis Bay en 1990. À l'âge de cinq mois, il a été remarqué que le côté gauche de son corps ne se développe pas comme prévu et elle a été diagnostiquée avec une paralysie cérébrale. Elle est scolarisée localement à Walvis Bay, en fréquentant les écoles publiques primaires et secondaires.
Elle vient d'une famille de sportifs, avec sa mère déjà athlète avant elle, et son oncle ayant joué pour l'équipe nationale de football de Namibie. Dès son jeune âge, elle adore courir et son talent est repéré alors qu'elle est scolarisée à l'école secondaire de Kuisebmond.

### Carrière sportive
Classifiée en T37 (en), pour les athlètes atteints de paralysie cérébrale, Johanna Benson participe à son premier événement d'envergure internationale en 2010 quand elle représente son pays lors des Jeux du Commonwealth de 2010 à Delhi. Elle concourt pour le 100 mètres féminin (T37), et son temps de 14,81 s lui permet d'obtenir la médaille de bronze. L'année suivante, elle se rend à Christchurch en Nouvelle-Zélande pour participer aux Championnats du monde d'athlétisme handisport 2011, mais elle ne retrouve pas la même forme qu'en Inde, et elle échoue à se qualifier en finale aussi bien pour le 100 mètres et pour le 200 mètres en sprint.
Le couronnement de Benson comme athlète intervient aux Jeux paralympiques d'été de 2012 à Londres. Alors âgée de 22 ans, elle est la seule athlète féminine dans l'équipe de Namibie et elle remporte la médaille d'or au 200 m féminin T37, devant l'Ukrainienne Oksana Krechunyak. Benson est la première athlète de Namibie à gagner une médaille d'or paralympique, aucun Namibien, hommes et femmes confondus, n'ayant jusqu'alors réussi à remporter l'or que ce soit aux Jeux olympiques ou aux Jeux Paralympiques. Son compatriote Frank Fredericks avait remporté plusieurs médailles d'argent aux JO en 1992 et 1996. Toujours aux Jeux de Londres, Benson remporte ensuite l'argent au 100 m féminin T37.
À son retour au pays, elle reçoit une prime de 170 000 N$ pour ses médailles, une maison à Walvis Bay, et un passeport diplomatique de la part du Gouvernement de la Namibie. Par ailleurs, elle reçoit de l'argent de particuliers, d'institutions et d'organisations. En outre, elle bénéficie d'une offre pour des formations et des séances de physiothérapie gratuites pour les quatre prochaines années de la part d'une agence dans sa ville natale,,.
Benson prolonge son succès paralympique avec d'autres médailles internationales. Aux Championnats du monde d'athlétisme handisport 2013 à Lyon, elle remporte deux médailles de bronze, dans les courses du 100 et du 200 mètres. Un an plus tard, elle participe aux Jeux du Commonwealth de 2014 à Glasgow. Bien que ses épreuves de sprint ne fassent plus partie du programme, le saut en longueur en T37/38 y est introduit. Dans cette épreuve, Benson réussit un record personnel avec 3,82 mètres pour prendre la médaille de bronze, sa seule grande médaille internationale dans cette spécialité.
Durant sa préparation pour les Jeux paralympiques d'été de 2016 à Rio de Janeiro, Benson prend part à deux autres compétitions internationales. Aux Jeux africains de 2015 à Brazzaville, elle remporte l'or dans le 100 mètres T37, bien que ce ne soit pas sa discipline de prédilection. Elle gagne également une troisième médaille mondiale avec le bronze aux Championnats du monde d'athlétisme handisport 2015 à Doha en 200 mètres (T37). Lors des Jeux de Rio, Benson a l'honneur d'être le porte-drapeau de son pays lors de la cérémonie d'ouverture. Comme l'épreuve préférée de Benson, le 200 mètres, est retirée de l'événement, elle est donc inscrite dans les épreuves du 100 mètres, du 400 mètres et du saut en longueur. En dépit de sa qualification en finale pour les deux courses, elle termine en fin de classement dans les deux événements. Son temps de 14,16 s dans le 100 mètres est en fait plus rapide que son temps de médaille d'argent à Londres, mais le niveau de la discipline a évolué de manière significative au cours des quatre dernières années et Benson termine à la septième place.

## Palmarès

### Jeux paralympiques
- Londres 2012 : 200 mètres T37 féminin
- Londres 2012 : 100 mètres T37 féminin

### Championnats du monde
- Lyon 2013 : 100 mètres T37 féminin
- Lyon 2013 : 200 mètres T37 féminin
- Doha 2015 : 200 mètres T37 féminin

### Jeux du Commonwealth
- Delhi 2010 : 100 mètres T37 féminin
- Glasgow 2014 : saut en longueur T37/38

### Jeux africains
- Brazzaville 2015 : 100 mètres T37 féminin